# Juršići
Juršići su mjesto na jugozapadu Istre, u općini Svetvinčenat u Istarskoj županiji.
U Juršićima je djelovala katedra Čakavskog sabora. Juršići imaju i osnovnu školu, a u obližnjoj je napuštenoj zgradi školovanje na materinjem jeziku započelo 1876., kad je svećenik Josip Velikanje u svojemu župnom stanu organizirao nastavu na hrvatskom jeziku. Posljednji učitelj hrvatske škole u selu Juršići bio je Jakša Brdar 1925. godine kada je škola nasilno ukinuta. Godine 1976., u Roveriji je postavljena spomen-ploča na tu zgradu o stogodišnjici početka školovanja na materinjem jeziku u Istri.[nedostaje izvor]
U Juršićima se nalazi i crkva sv. Franje Asiškog, izgrađena 1874. godine. Crkva je dobro očuvana, a u njoj se svake godine slavi blagdan sv. Franje, 4. listopada. U župnom dvoru kraj crkve, koji je 20 godina bio i samostan karmelićanki, nalazi se restauratorska radionica u kojoj se obrađuju slike na platnu i pozlaćena drvena skulptura.[nedostaje izvor]

## Stanovništvo
| broj stanovnika | 529   | 651   | 274   | 250   | 340   | 408   | 986   | 1253  | 290   | 276   | 269   | 216   | 174   | 181   | 190   | 181   | 202   |
|                 | 1857. | 1869. | 1880. | 1890. | 1900. | 1910. | 1921. | 1931. | 1948. | 1953. | 1961. | 1971. | 1981. | 1991. | 2001. | 2011. | 2021. |

## Poznate osobe
- Slavko Kalčić
- Jakov Cecinović